# Sistema trigonal

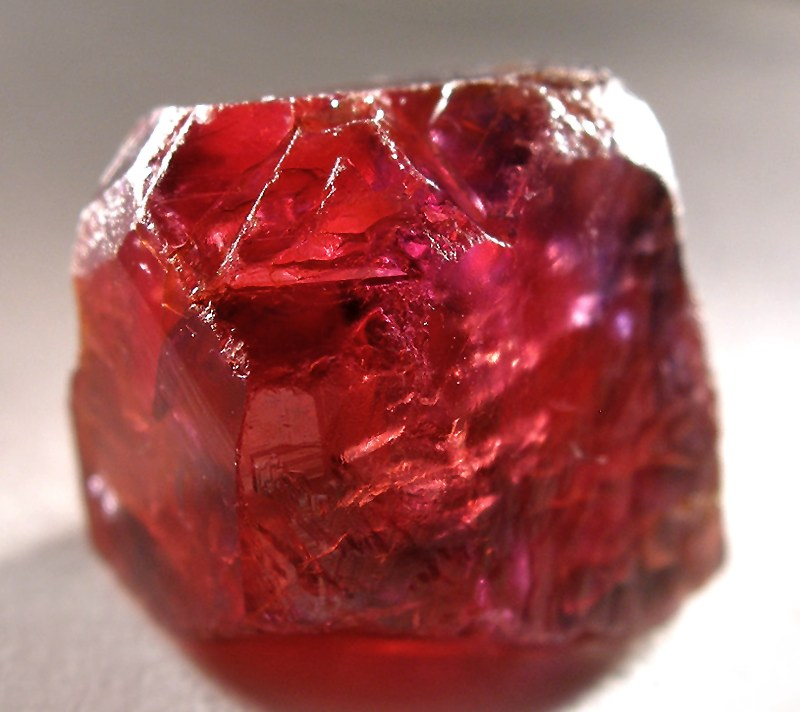
Exemplar de corindó.

El sistema cristal·lí trigonal  és un dels set sistemes cristal·lins existents en cristal·lografia. És seguit per l'estructura molecular de molts minerals, com per exemple en la turmalina o el robí.

## Classificació d'aquest sistema
Per a alguns autors no és considerat un sistema cristal·lí propi, sinó una variant dins del sistema cristal·lí hexagonal. A més hi ha una segona controvèrsia al voltant de considerar el nom trigonal sinònim de romboèdric, que no ho és, ja que tot romboèdric és trigonal però hi ha cristalls trigonals que no són romboèdrics.

## Forma del cristall
Es caracteritza pel fet que la cel·la unitat de la xarxa cristal·lina té els tres angles diferents de l'angle recte, mentre que les tres arestes són iguals. La característica que el distingeix dels altres sis sistemes cristal·lins és la presència d'un únic Eix de simetria ternari.

## Tipus
Hi ha una modalitat principal d'aquest tipus de xarxa cristal·lina:

Trigonal romboèdric

Els cristalls d'aquest sistema es classifiquen en les cinc classes següents:
- Piramidal
- Romboèdric
- Piramidal Ditrigonal
- Trapezoèdric
- Escalenoèdric Hexagonal